# روبرت فون ليبين
ɴ̩

روبرت فون ليبين (بالألمانية: Robert von Lieben)‏ (و. 1878 – 1913 م) هو فيزيائي من الإمبراطورية النمساوية المجرية . ولد في فيينا.
توفي في فيينا.

## التعليم
تعلم في جامعة غوتنغن

## أعمال بارزة
من أهم أعماله:
- صمام مفرغ.